# 拉濟 (羅日尼亞季夫區)
48°42′40″N 24°8′40″E / 48.71111°N 24.14444°E
拉濟（烏克蘭語：Лази），是烏克蘭西部的村莊，隸屬伊萬諾-弗蘭科夫斯克州的卡盧什區。該村面積9.66平方公里，海拔高度612米，2001年人口287，人口密度每平方公里29.7人。